# Emil Laube (Maler)
Emil Laube (* 8. April 1868 in Süptitz; † 8. Juni 1939 Torgau) war ein deutscher Kunstmaler.

## Leben
Laube war der Sohn eines Gastwirtsehepaares. Nach dem Besuch der Dorfschule und sodann des Gymnasiums in Torgau absolvierte er von 1882 bis 1885 in Leipzig eine Ausbildung zum Lithografen. 1886 begann Laube, dank der Unterstützung des Süptitzer Pfarrers, ein Studium an der Königlichen Akademie der bildenden Künste in Dresden. Ab 1889 lebte er als freischaffender Kunstmaler in Leipzig, wo er sich mit Porträtmalerei seinen Lebensunterhalt verdiente. Der frühe Tod des Vaters zwang Laube 1892 zur Rückkehr ins Elternhaus nach Süptitz, von wo er sich im nahen Torgau eine Existenz aufbaute.
Im Laufe der Zeit spezialisierte Laube sich auf Historien-, Porträt- und Landschaftsmalerei in Öl sowie Aquarell. Künstlerisch bemerkenswert sind insbesondere zahlreiche Landschaftsaquarelle mit Torgauer Ansichten und benachbarter Orte. Auf verschiedenen Kunstausstellungen präsentierte er seine Werke. Neben den traditionellen Kunstwerken fertigte er gezwungenermaßen auch Wandgemälde (in Gaststätten) an und veröffentlichte im Selbstverlag zahlreiche Postkarten. 1894 trat er als Verfasser sowie Arrangeur eines Historischen Festspiels zur Feier des 550-jährigen Jubiläums der Bürger-Geharnischten-Companie zu Torgau auf. Laube betrieb zudem in Torgau ein Atelier für Kunst und Gewerbe mit „Malschule für Damen und Unterricht in Liebhaberkünsten“. 1908 erfolgte die Eröffnung seiner Kunst- und Bilderhandlung.